# Округ Хенрајко (Вирџинија)
Хенрајко (енгл. Henrico County) је округ у америчкој савезној држави Вирџинија.

## Демографија
По попису из 2010. године број становника је 306.935, што је 44.635 (17,0%) становника више него 2000. године.
| Група             | 2000.           | 2010.           |
| Белци             | 178.000 (67,9%) | 174.799 (56,9%) |
| Афроамериканци    | 64.805 (24,7%)  | 90.669 (29,5%)  |
| Азијати           | 9.451 (3,6%)    | 20.052 (6,5%)   |
| Хиспаноамериканци | 5.946 (2,3%)    | 15.001 (4,9%)   |
| Укупно            | 262.300         | 306.935         |